# Eccoptomera leisteri
Eccoptomera leisteri är en tvåvingeart som beskrevs av Gorodkov 1977. Eccoptomera leisteri ingår i släktet Eccoptomera och familjen myllflugor. Inga underarter finns listade i Catalogue of Life.